# Морверн Каллар (фильм)
«Морверн Каллар» (англ. Morvern Callar) — британско-канадский фильм-драма 2002 года, режиссёр Линн Рэмси. В основу сюжета легла книга Алана Уорнера 1995 года с одноимённым названием. Режиссёр, поставившая «Крысолова», номинировалась на приз британской киноакадемии BAFTA как самый многообещающий дебютант британского кинематографа.

## Сюжет
Морверн Каллар — девушка, которая живёт в маленьком портовом городке Великобритании. Она работает в продуктовом магазине, не ждёт от жизни многого и полностью довольна тем, что имеет. Однажды утром, зайдя на кухню, она видит на полу мёртвого бойфренда. Её бойфренд был писателем. Он покончил жизнь самоубийством, и она решает издать его книгу под своим именем.

## Саундтрек
В саундтреке фильма использованы композиции Aphex Twin, Boards of Canada, Broadcast, Ween, Can, Stereolab, the Velvet Underground и другие.

## Награды
Фильм имеет 9 побед и 14 номинаций на различных кинофестивалях, в том числе на Каннском кинофестивале 2002 года является победителем в 2 номинациях:
- Приз Европейской конфедерации художественного кино
- Приз молодёжного жюри (иностранное кино)